# Antennarius
Az Antennarius a sugarasúszójú halak (Actinopterygii) osztályának horgászhalalakúak (Lophiiformes) rendjébe, ezen belül a csáposhal-félék (Antennariidae) családjába tartozó nem.

## Tudnivalók
Az Antennarius halnem különböző fajai mindhárom nagy óceánban előfordulnak. Eme halak hossza fajtól függően 6,3-45 centiméter közötti.

## Rendszerezés
A nembe az alábbi 11 élő faj és 1 fosszilis faj tartozik:
- Antennarius biocellatus (Cuvier, 1817)
- Antennarius commerson (Lacepède, 1798)
- Antennarius hispidus (Bloch & Schneider, 1801)
- Antennarius indicus Schultz, 1964
- Antennarius maculatus (Desjardins, 1840)
- Antennarius multiocellatus (Valenciennes, 1837)
- Antennarius pardalis (Valenciennes, 1837)
- Antennarius pauciradiatus Schultz, 1957
- Antennarius pictus (Shaw, 1794) - típusfaj
- Antennarius randalli Allen, 1970
- Antennarius striatus (Shaw, 1794)

- †Antennarius monodi G. Carnevale & T. W. Pietsch, 2006